# Кизикерменський шлях
Кизикерме́нський шлях — поштовий шлях, тракт, заснований на початку 70-х рр. XVIII століття за наказом генерал-фельдмаршала П. Рум'янцева-Задунайського й запорізького кошового отамана Петра Калнишевського.
Починався на правому березі Дніпра навпроти Кременчука, йшов паралельно Микитинського шляху на південь до Кизикермена. З'єднував російську армію з фортецею Кінбурн.
Основні населені пункти Онуфріївка, Іванівка, Зибкове, Олександрівка, Жовте, Куряча Балка, правий берег р. Жовта, Ганнівка, Недайвода, Євстифіївка, Кривий Ріг, Пономарьова, Шестірня, Блакитна, Давидів Брід.
Кизикерменським шляхом у 1787 р. проїжджала Катерина II, коли поверталася з подорожі по так званій Новоросії.